# Canthium confertum
Canthium confertum är en måreväxtart som beskrevs av Pieter Willem Korthals. Canthium confertum ingår i släktet Canthium och familjen måreväxter. Inga underarter finns listade i Catalogue of Life.